# Фрайберг (район)
Фрайберг (нім. Landkreis Freiberg) — колишній район у Німеччині, у землі Саксонія. Був підпорядкований адміністративному округу Хемніц.1 серпня 2008 під час реформи громад об'єднаний із двома іншими районами у район Середня Саксонія. Центром району було місто Фрайберг.
Займав площу 913,79 км². Населення - 142,6 тис. осіб (2007). Густота населення - 156 осіб/км². 
Офіційний код району - 14 1 77. 
Район поділявся на 25 громад. 

## Міста та громади
Міста
1. Аугустусбург (5 131)
2. Бранд-Ербісдорф (11 035)
3. Гросшірма (6 083)
4. Зайда (2 160)
5. Флеха (10 448)
6. Фрайберг (42 620)
7. Фрауенштайн (3 228)
8. Едеран (7 875)

Громади
1. Бобричі (4 667)
2. Вайсенборн (2 702)
3. Гросхартмансдорф (2 762)
4. Дорфхемніц (1 787)
5. Ліхтенберг (2 923)
6. Лойбсдорф (3 866)
7. Мульда (2 821)
8. Нідервіза (5 213)
9. Нойхаузен (3 165)
10. Обершена (3 666)
11. Райнсберг (3 228)
12. Рехенберг-Біненмюле (2 255)
13. Фалькенау (2 039)
14. Франкенштайн (1 200)
15. Хальсбрюке (5 563)
16. Хільберсдорф (1 446)
17. Еппендорф (4 709)

Об'єднання громад
Управління Зайда
Управління Ліхтенберг  (Рудні гори)
Управління Флеха
Управління Фрайберг
Управління Едеран
 (30 червня 2007) 

## Галерея

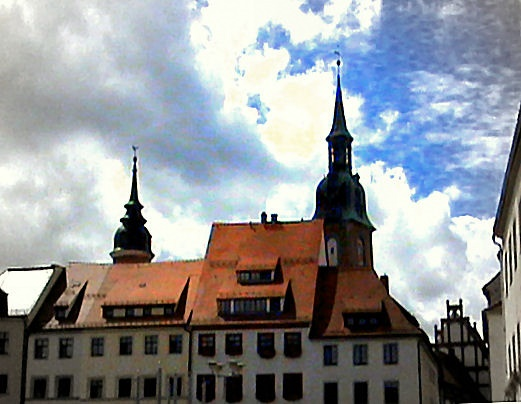
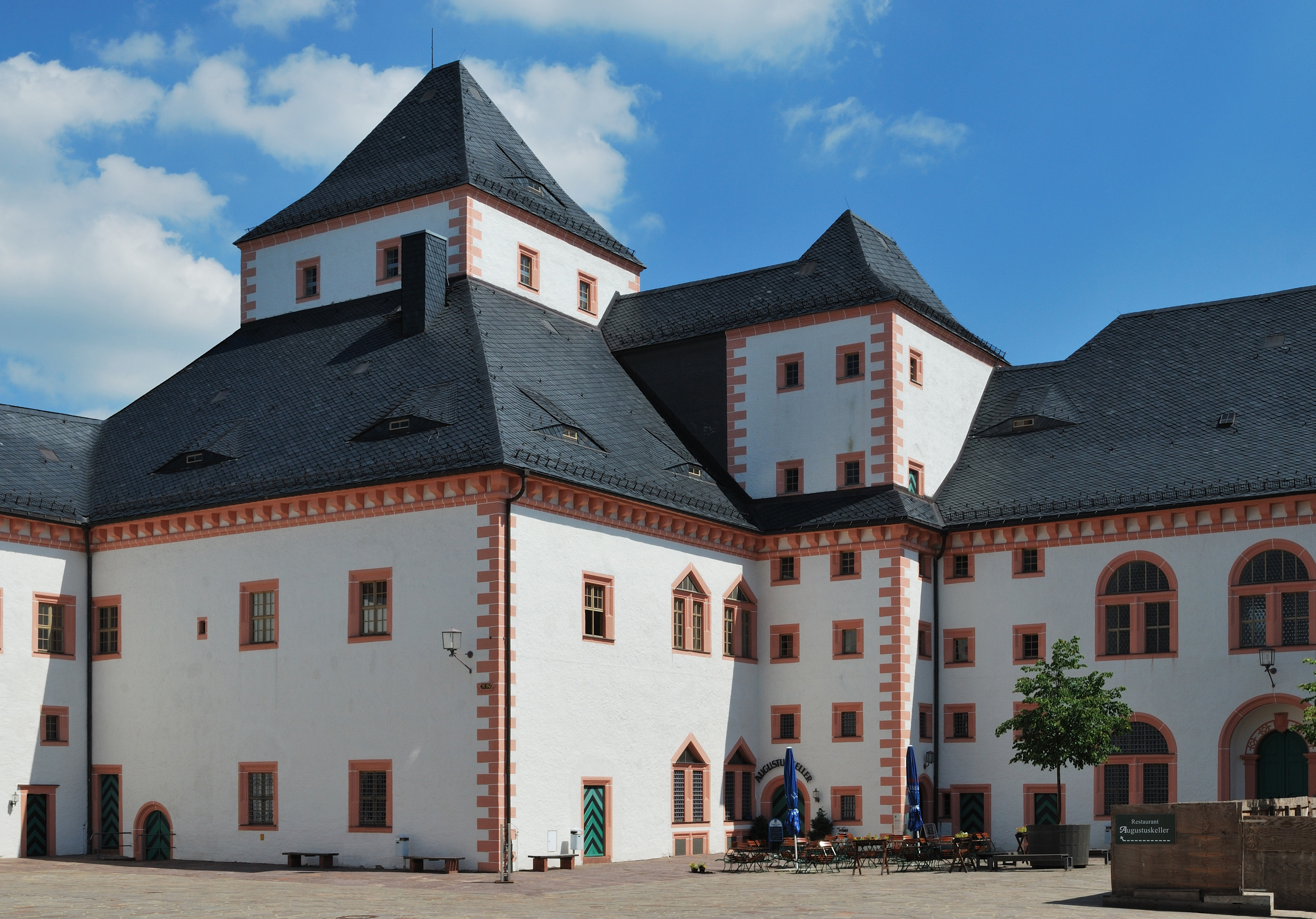
Подвір'я замку Аугустусбург
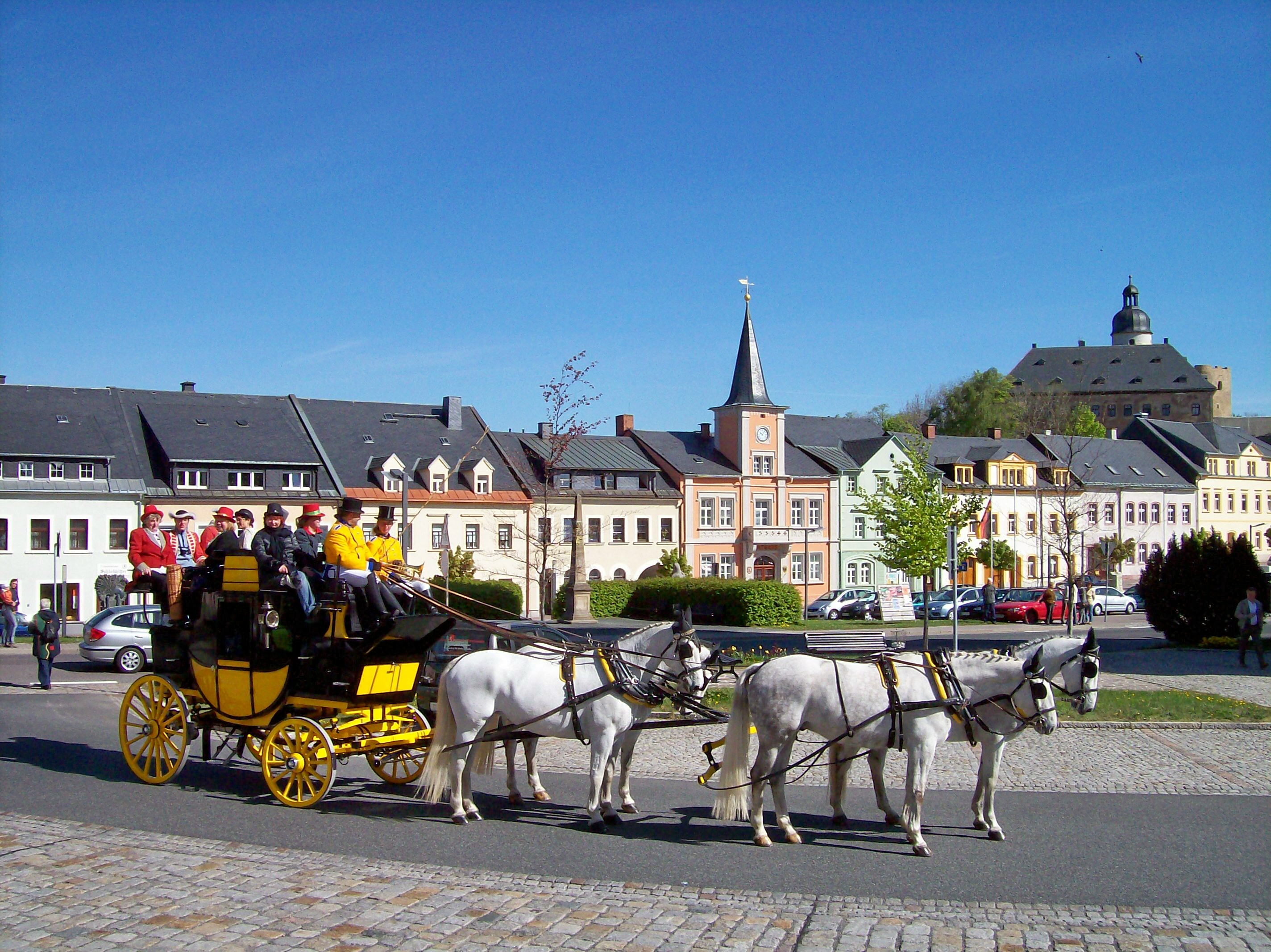